# Палац Собанських (Спичинці)
Палац у Спичинцях — будівля в стилі французького ренесансу.

## Історія
Село Спичинці належало до «Погребищенських володіннь», після поділу яких, відійшло Собанським (Феліксу Людвиговичу та Софії-Домініці). Їх донька Тереза одружилась із Генриком Тишкевичем, власником сусідньої Андрушівки, і Спичинці перейшли молодятам. Палац Павла Собанського згорів перед 1880 роком.
Останнім власником палацу був син Генрика Йосип, граф Тишкевич, замордований німцями в Спичинцях 1944 року.

## Опис палацу Тишкевичів
Сучасний палац збудований з ініціативи Генріка Тишкевича. Старий палац можна побачити лише на малюнках Наполеона Орди.
Палац цегляний в плані прямокутний, з боковими ризалітами з боку головного та паркового фасадів. Двоповерховий з мансардою французького типу. Перший поверх паркового фасаду має п'ятигранні еркери. Особливу увагу в архітектурі палацу приділяється другому та мансардному поверхам. Основними елементами другого поверху є великі напівциркульні вікна, які оформлені наличниками з колонками, а мансардного — вікна, розташовані по осях ризалітів. Люнети в центральній частині з наличниками барочного характеру. Дах оформлений художньовикуваними решітками. Місцями збереглась ліпнина, а в кабінеті дверний портал та плафон (живопис).
У 1997 році парк навколо маєтку отримав статус об'єкту природно-заповідного фонду.